# Sandelingen Ambacht
Sandelingen Ambacht est une ancienne commune néerlandaise de la Hollande-Méridionale.
Sandelingen Ambacht a été érigé en commune le 1er avril 1817 par démembrement de la commune de Rijsoort. Le 1er septembre 1855 la commune fut supprimée et rattachée à Hendrik-Ido-Ambacht, dont elle fait toujours partie.
En 1840, la commune de Sandelingen Ambacht comptait 32 maisons et 390 habitants.